# 国会同意人事
国会同意人事（こっかいどういじんじ）とは、日本の法令上、内閣、内閣総理大臣または各省大臣が一定の機関の構成員を任命する場合に、内閣が国会の両議院（衆議院及び参議院）の事前の同意または事後の承認を得ることを必要とする人事。両院の同意が必要な点で、法律・予算・条約よりも厳格な手続要件となっている。

## 概要
同意人事案件とされるのは一定の中立性や独立性が求められる機関についてである。 行政機関等のうち合議制をとる委員会・審議会などの委員長・委員等の任命の要件とされる例が多い。
不同意となった場合は、後任者が任命されるまで欠員となるか、または前任者がいる場合は当該前任者が後任者の任命まで引き続き職務を行うこととなる（欠員か前任者暫定存続かは各委員会等の設置根拠法令の規定により異なる。前任者がすべて存続できるわけではない）。
同意が得られないために欠員が多くなり充足数を満たさなくなると、組織が運営できない可能性も出てくる（再就職等監視委員会は2008年12月発足から2012年3月までの3年4ヶ月間も役職者が存在せず、一部の権限について組織の決定ができない状況が続いていた）。人事官については欠員を生じた後で60日以内に人事官を任命しなかった閣僚に対して刑事罰が規定されている（国会で同意がなかった場合は期間から除かれる）。
また、国会の閉会中または衆議院の解散中のため事前の同意が得られない場合は暫定的に閉会中任命することも認められている（人事官、中央選挙管理会委員、政治資金適正化委員会委員を除く）。あくまで次国会で同意を得るまでの暫定人事となり、同意が得られなければ地位喪失となる。

## 人事
2020年1月現在、国会同意人事は39機関にのぼる。

### 一覧
| 機関                                             | 機関                                   | 官職等                                  | 任期 | 任命権者     | 根拠法                                                         |
| ------------------------------------------------ | -------------------------------------- | --------------------------------------- | ---- | ------------ | -------------------------------------------------------------- |
| 会計検査院                                       | 会計検査院                             | 検査官                                  | 7年  | 内閣         | 会計検査院法                                                   |
| 会計検査院                                       | 会計検査院情報公開・個人情報保護審査会 | 委員（執）                              | 3年  | 会計検査院長 | 会計検査院法                                                   |
| 人事院                                           | 人事院                                 | 人事官                                  | 4年  | 内閣         | 国家公務員法                                                   |
| 人事院                                           | 国家公務員倫理審査会                   | 会長及び委員のうち 人事官以外の者（執） | 4年  | 内閣         | 国家公務員倫理法                                               |
| 内閣府本府の 重要政策に関する会議                | 総合科学技術・イノベーション会議       | 委員のうち 学識経験者枠の者のみ         | 2年  | 内閣総理大臣 | 内閣府設置法                                                   |
| 内閣府本府の 審議会等                            | 食品安全委員会                         | 委員（執）                              | 3年  | 内閣総理大臣 | 食品安全基本法                                                 |
| 内閣府本府の 審議会等                            | 原子力委員会                           | 委員長及び委員（執）                    | 3年  | 内閣総理大臣 | 原子力委員会設置法                                             |
| 内閣府本府の 審議会等                            | 衆議院議員選挙区画定審議会             | 委員                                    | 5年  | 内閣総理大臣 | 衆議院議員選挙区画定審議会設置法                               |
| 内閣府本府の 審議会等                            | 国会等移転審議会                       | 委員                                    | 2年  | 内閣総理大臣 | 国会等の移転に関する法律                                       |
| 内閣府本府の 審議会等                            | 再就職等監視委員会                     | 委員長及び委員（執)                     | 3年  | 内閣総理大臣 | 国家公務員法                                                   |
| 内閣府本府の 審議会等                            | 公益認定等委員会                       | 委員（執）                              | 3年  | 内閣総理大臣 | 公益社団法人及び公益財団法人の認定等に関する法律               |
| 内閣府の外局                                     | 公正取引委員会                         | 委員長及び委員                          | 5年  | 内閣総理大臣 | 私的独占の禁止及び公正取引の確保に関する法律                   |
| 内閣府の外局                                     | 国家公安委員会                         | 委員のみ                                | 5年  | 内閣総理大臣 | 警察法                                                         |
| 内閣府の外局                                     | 個人情報保護委員会                     | 委員長及び委員（執)                     | 5年  | 内閣総理大臣 | 個人情報の保護に関する法律                                     |
| 内閣府の外局                                     | カジノ管理委員会                       | 委員長及び委員（執)                     | 5年  | 内閣総理大臣 | 特定複合観光施設区域整備法                                     |
| 金融庁の審議会等                                 | 証券取引等監視委員会                   | 委員長及び委員（執）                    | 3年  | 内閣総理大臣 | 金融庁設置法                                                   |
| 金融庁の審議会等                                 | 公認会計士・監査審査会                 | 会長及び委員（執）                      | 2年  | 内閣総理大臣 | 公認会計士法                                                   |
| 国家行政組織法第3条 第2項に基づく外局たる 委員会 | 公害等調整委員会                       | 委員長及び委員                          | 5年  | 内閣総理大臣 | 公害等調整委員会設置法                                         |
| 国家行政組織法第3条 第2項に基づく外局たる 委員会 | 公安審査委員会                         | 委員長及び委員                          | 4年  | 内閣総理大臣 | 公安審査委員会設置法                                           |
| 国家行政組織法第3条 第2項に基づく外局たる 委員会 | 中央労働委員会                         | 公益委員のみ（執）                      | 2年  | 内閣総理大臣 | 労働組合法                                                     |
| 国家行政組織法第3条 第2項に基づく外局たる 委員会 | 運輸安全委員会                         | 委員長及び委員（執）                    | 3年  | 国土交通大臣 | 運輸安全委員会設置法                                           |
| 国家行政組織法第3条 第2項に基づく外局たる 委員会 | 原子力規制委員会                       | 委員長及び委員（執）                    | 5年  | 内閣総理大臣 | 原子力規制委員会設置法                                         |
| 国家行政組織法第8条 に基づく審議会等             | 地方財政審議会                         | 委員                                    | 3年  | 総務大臣     | 総務省設置法                                                   |
| 国家行政組織法第8条 に基づく審議会等             | 行政不服審査会                         | 委員（執）                              | 3年  | 総務大臣     | 行政不服審査法                                                 |
| 国家行政組織法第8条 に基づく審議会等             | 情報公開・個人情報保護審査会           | 委員（執）                              | 3年  | 内閣総理大臣 | 情報公開・個人情報保護審査会設置法                             |
| 国家行政組織法第8条 に基づく審議会等             | 国地方係争処理委員会                   | 委員（執）                              | 3年  | 総務大臣     | 地方自治法                                                     |
| 国家行政組織法第8条 に基づく審議会等             | 電気通信紛争処理委員会                 | 委員（執）                              | 3年  | 総務大臣     | 電気通信事業法                                                 |
| 国家行政組織法第8条 に基づく審議会等             | 電波監理審議会                         | 委員                                    | 3年  | 総務大臣     | 電波法                                                         |
| 国家行政組織法第8条 に基づく審議会等             | 中央更生保護審査会                     | 委員長及び委員                          | 3年  | 法務大臣     | 更生保護法                                                     |
| 国家行政組織法第8条 に基づく審議会等             | 社会保険審査会                         | 委員長及び委員                          | 3年  | 厚生労働大臣 | 社会保険審査官及び社会保険審査会法                             |
| 国家行政組織法第8条 に基づく審議会等             | 労働保険審査会                         | 委員（執）                              | 3年  | 厚生労働大臣 | 労働保険審査官及び労働保険審査会法                             |
| 国家行政組織法第8条 に基づく審議会等             | 中央社会保険医療協議会                 | 公益を代表する委員のみ                  | 2年  | 厚生労働大臣 | 社会保険医療協議会法                                           |
| 国家行政組織法第8条 に基づく審議会等             | 調達価格等算定委員会                   | 委員（執）                              | 3年  | 経済産業大臣 | 電気事業者による再生可能エネルギー電気の調達に関する特別措置法 |
| 国家行政組織法第8条 に基づく審議会等             | 運輸審議会                             | 委員                                    | 3年  | 国土交通大臣 | 国土交通省設置法                                               |
| 国家行政組織法第8条 に基づく審議会等             | 土地鑑定委員会                         | 委員                                    | 3年  | 国土交通大臣 | 地価公示法                                                     |
| 国家行政組織法第8条 に基づく審議会等             | 公害健康被害補償不服審査会             | 委員（執）                              | 3年  | 環境大臣     | 公害健康被害の補償等に関する法律                               |
| 特殊法人等                                       | 日本銀行                               | 総裁、副総裁及び 政策委員会審議委員     | 5年  | 内閣         | 日本銀行法                                                     |
| 特殊法人等                                       | 日本放送協会経営委員会                 | 委員（執）                              | 3年  | 内閣総理大臣 | 放送法                                                         |
| 特殊法人等                                       | 預金保険機構                           | 理事長、理事及び監事                    | 2年  | 内閣総理大臣 | 預金保険法                                                     |

### 凡例
- 「委員長及び委員」「会長及び委員」とあるのは、委員長・会長が当初から委員とは別枠で任命される（委員からの互選ではない）が、いずれも両院の同意を要することを示す。
- 「委員」とあるのは、委員長たる委員又は会長たる委員（いずれも委員の中から互選）を含む。
- 「委員のみ」とあるのは、委員長が委員と別枠で両院の同意を要さず任命され、委員のみが同意対象となることを示す。
- （執）を付したものは、委員等の任期満了後にその後任者が定まらない場合に、そのまま当該満了委員等が（後任者が決まるまで）暫定的に職務執行する旨の経過措置が法令で規定されていることを示す。ただし、この暫定的続行は義務ではない（当該満了者が「任期どおり退任したい」と申し出た場合は欠員となる）。
- （執）を付していないものは、後任者の人事の同意が得られないときは、得られるようになるまでその分の人員は欠員となる。

## 手続

### 内閣官房副長官による内示
同意人事案件にあたる場合には内閣官房副長官が衆参の議院運営委員会に対して内示を行う。各会派はその人事について賛否の検討を行う。

### 議院運営委員会・本会議での採決
衆参の議院運営委員会は関係副大臣等から説明を聴取し採決を行う。
2008年3月以降、国会同意人事の中で特に重要な人事案件は、本会議での採決に先立って衆参の議院運営委員会において候補者自身が公開で所信表明を行うこととなった（その後の質疑応答は非公開）。所信の聴取と質疑は、検査官、人事官、公正取引委員会委員長、日本銀行の総裁及び副総裁、原子力規制委員会の委員長及び委員が対象とされている。
議院運営委員会での採決を経て本会議での採決が行われる。

### 国会の同意

#### 両院の同意
同意人事案件には両院の同意が必要で衆議院の優越もないため、衆議院が同意しても参議院が不同意ならば、人事は不同意となり人選のやり直しが必要となる。なお、過去には衆議院優越規定の人事も存在した（後述）。

#### 衆議院優越規定
国会同意人事は各法律で規定されているため、同意人事について衆議院優越規定を設けることが可能である。
過去には根拠法に衆議院優越規定のある国会同意人事が存在し、一部の人事において「衆議院が同意して参議院が同意しない場合においては、日本国憲法第67条第2項（首班指名における衆議院優越規定）の場合の例により、衆議院の同意を以て両議院の同意とする」と規定されていた。ただし、欠格事由に該当する場合の罷免については両議院の同意が必要と規定されていた。
また、参議院の同意を要さず衆議院の同意のみを任命の要件とした人事を設けることも可能である。過去に衆議院の同意のみを任命の要件とした人事が存在したが、この場合は参院に対しては政府からの同意要求書の提出自体が行われなかった。
かつては以下の官職等の任命について衆議院優越規定や衆議院単独同意規定が存在した。
| 機関                   | 官職等                 | 衆院優越                       | 衆院優越 | 同 意 回 数 | 任命権者     | 根拠法                                       |
| 機関                   | 官職等                 | 時期                           | 規定     | 同 意 回 数 | 任命権者     | 根拠法                                       |
| ---------------------- | ---------------------- | ------------------------------ | -------- | ----------- | ------------ | -------------------------------------------- |
| 会計検査院             | 検査官                 | 1947年5月3日 - 1999年5月10日   | 衆院優越 | 回          | 内閣         | 会計検査院法                                 |
| 人事委員会             | 委員長及び委員         | 1948年7月1日 - 1948年12月3日   | 衆院優越 | 回          | 内閣         | 国家公務員法                                 |
| 人事院                 | 人事官                 | 1948年12月3日 - 1948年12月21日 | 衆院優越 | 回          | 内閣         | 国家公務員法                                 |
| 旧国家公安委員会       | 委員                   | 1948年3月7日 - 1954年7月1日    | 衆院優越 | 回          | 内閣総理大臣 | 旧警察法                                     |
| 地方税審議会           | 委員                   | 1948年7月7日 - 1950年4月1日    | 衆院優越 | 回          | 内閣総理大臣 | 旧地方税法                                   |
| 日本国有鉄道監理委員会 | 委員                   | 1949年4月1日 - 1953年8月1日    | 衆院優越 | 回          | 内閣         | 日本国有鉄道法                               |
| 日本国有鉄道経営委員会 | 委員                   | 1953年8月1日 - 1956年6月25日   | 衆院優越 | 回          | 内閣         | 日本国有鉄道法                               |
| 公正取引委員会         | 委員                   | 1947年7月1日 - 1947年7月31日   | 衆院単独 | 回          | 内閣総理大臣 | 私的独占の禁止及び公正取引の確保に関する法律 |
| 公正取引委員会         | 委員長及び委員         | 1947年7月31日 - 1952年8月1日   | 衆院単独 | 回          | 内閣総理大臣 | 私的独占の禁止及び公正取引の確保に関する法律 |
| 統計委員会             | 委員長（委員から互選） | 1949年6月1日 - 1952年8月1日    | 衆院単独 | 回          | 内閣総理大臣 | 旧統計法                                     |

## 不同意となった人事例
| 国会回次        | 本会議採決日               | 議院   | 対象人事                         | 人事案                                  | 可   | 否   | 票差 | 他院の結果                               |
| --------------- | -------------------------- | ------ | -------------------------------- | --------------------------------------- | ---- | ---- | ---- | ---------------------------------------- |
| 第10回・常会    | 1951年（昭和26年）5月31日  | 参議院 | 電波監理委員会委員               | 上村伸一                                | 少数 | 多数 | 不明 | 5月29日内閣から受領 本会議上程されず廃案 |
| 第168回・臨時会 | 2007年（平成19年）11月14日 | 参議院 | 労働保険審査会委員               | 平野由美子                              | 105  | 124  | 19   | 11月13日同意 （起立多数）                |
| 第168回・臨時会 | 2007年（平成19年）11月14日 | 参議院 | 運輸審議会委員                   | 長尾正和                                | 105  | 124  | 19   | 11月13日同意 （起立多数）                |
| 第168回・臨時会 | 2007年（平成19年）11月14日 | 参議院 | 公害健康被害補償不服審査会委員   | 田中義枝                                | 105  | 124  | 19   | 11月13日同意 （起立多数）                |
| 第169回・常会   | 2008年（平成20年）3月12日  | 参議院 | 日本銀行総裁                     | 武藤敏郎                                | 106  | 129  | 23   | 3月13日同意 （起立多数）                 |
| 第169回・常会   | 2008年（平成20年）3月12日  | 参議院 | 日本銀行副総裁                   | 伊藤隆敏                                | 105  | 132  | 27   | 3月13日同意 （起立多数）                 |
| 第169回・常会   | 2008年（平成20年）3月19日  | 参議院 | 日本銀行総裁                     | 田波耕治                                | 112  | 125  | 13   | 3月19日同意 （起立多数）                 |
| 第169回・常会   | 2008年（平成20年）4月9日   | 参議院 | 日本銀行副総裁                   | 渡辺博史                                | 115  | 121  | 6    | 4月9日同意 （起立多数）                  |
| 第169回・常会   | 2008年（平成20年）6月6日   | 参議院 | 再就職等監視委員会委員長         | 相良朋紀                                | 99   | 132  | 33   | 6月6日同意 （起立多数）                  |
| 第169回・常会   | 2008年（平成20年）6月6日   | 参議院 | 再就職等監視委員会委員           | 内海房子 久保田泰雄 久保庭啓一郎 森田朗 | 99   | 132  | 33   | 6月6日同意 （起立多数）                  |
| 第170回・臨時会 | 2008年（平成20年）11月21日 | 参議院 | 再就職等監視委員会委員長（※A）   | 奥田志郎                                | 106  | 126  | 20   | 11月21日同意 （起立多数）（註）          |
| 第170回・臨時会 | 2008年（平成20年）11月21日 | 参議院 | 再就職等監視委員会委員（※B）     | 石井妙子 久保田泰雄 久保庭啓一郎 森田朗 | 106  | 126  | 20   | 11月21日同意 （起立多数）（註）          |
| 第170回・臨時会 | 2008年（平成20年）11月21日 | 参議院 | 日本放送協会経営委員会委員（※C） | 篠崎悦子 多賀谷一照                     | 106  | 126  | 20   | 11月21日同意 （起立多数）（註）          |
| 第170回・臨時会 | 2008年（平成20年）11月21日 | 参議院 | 日本放送協会経営委員会委員（※D） | 前田晃伸                                | 105  | 131  | 26   | 11月21日同意 （起立多数）（註）          |
| 第172回・常会   | 2009年（平成21年）2月23日  | 参議院 | 人事官                           | 千野境子                                | 99   | 128  | 29   | 2月20日同意 （起立多数）                 |
| 第172回・常会   | 2009年（平成21年）2月23日  | 参議院 | 再就職等監視委員会委員長         | 奥田志郎                                | 100  | 128  | 28   | 2月20日同意 （起立多数）                 |
| 第172回・常会   | 2009年（平成21年）2月23日  | 参議院 | 再就職等監視委員会委員           | 石井妙子 久保田泰雄 久保庭啓一郎 森田朗 | 100  | 128  | 28   | 2月20日同意 （起立多数）                 |
| 第172回・常会   | 2009年（平成21年）2月23日  | 参議院 | 中央社会保険医療協議会委員       | 前田雅英                                | 100  | 128  | 28   | 2月20日同意 （起立多数）                 |
| 第172回・常会   | 2009年（平成21年）6月5日   | 参議院 | 食品安全委員会委員               | 吉川泰弘                                | 100  | 125  | 25   | 6月4日同意 （起立採決）                  |
| 第180回・常会   | 2012年（平成24年）4月5日   | 参議院 | 日本銀行政策委員会審議委員       | 河野龍太郎                              | 111  | 127  | 16   | 本会議上程されず廃案                     |
| 第183回・常会   | 2013年（平成25年）3月29日  | 参議院 | 人事官                           | 上林千恵子                              | 115  | 120  | 5    | 3月28日同意 （起立採決）                 |
| 第183回・常会   | 2013年（平成25年）3月29日  | 参議院 | 検査官                           | 武田紀代惠                              | 115  | 120  | 5    | 3月28日同意 （起立採決）                 |

- （註）2008年11月21日の衆議院の起立採決は、参議院のボタン採決とは異なる分け方で行われた。（参議院が※A・※B・※C一括、※D単独の2回だったのに対し、衆議院は※A・※B・※D一括、※C単独の2回）

## 備考

### 衆議院再議決による両院同意人事規定改定
国会同意人事は憲法で定められているものではなく、各法律で規定されているため、参議院の同意が得られない場合でも衆議院の同意をもって国会（又は両議院）の同意を得られたものと規定して、両院同意人事規定について衆議院の再議決によって衆議院の優越（参議院議決の弱力化・無力化）を認めるように法律改正をすることが不可能ではない。
参議院の制度や権能に関する事項の法改正について衆議院の再議決を制限する明白な憲法規定は存在しないが、参議院の制度や権能に関わる事項に関して参議院の示した意思に反して衆議院の再議決によって法律を改正することは、参議院の自律権を侵害するため（衆参相互独立の原則、議院規則と法律の関係など）、慎重に取り扱うべきとする意見がある。

### 国会指名人事
政府側が人選する国会同意人事とは別に、国会が自ら（国会議員以外の者から）人選して国会の議決により指名する人事案件が規定されている。
例として、以下の人事がある。
| 機関                 | 官職等           | 任期 | 任命権者     | 根拠法         |
| -------------------- | ---------------- | ---- | ------------ | -------------- |
| 中央選挙管理会       | 委員及び予備委員 | 3年  | 内閣総理大臣 | 公職選挙法     |
| 政治資金適正化委員会 | 委員             | 3年  | 総務大臣     | 政治資金規正法 |

- 2機関とも委員には互選による委員長を含む。
- 2機関とも、前掲の国会同意人事一覧にあるような「後任者が任命されるまでは任期満了した前任者が引き続き在任する」旨の規定があるが、同意人事の例と異なり、その満了した時点が国会閉会中又は衆議院解散状態である場合（つまり国会の指名を受けたくとも物理的に受けられない場合）にのみ適用されるため、当該任期満了を国会会期中に迎えた場合は後任者未定であっても在任せず退任となる、という違いがある。

### 国会議員の兼任
国会法第39条により、国会議員は両議院一致の議決に基づき、その任期中内閣行政各部における各種の委員、顧問、参与その他これらに準ずる職を兼任することが可能となっている。
1956年3月17日から1958年4月17日まで外務公務員法により「特派大使」「政府代表」「全権委員」「政府代表又は全権委員の代理並びに特派大使、政府代表又は全権委員の顧問及び随員」といった外務公務員については、国会議員から任命する場合においては、両議院一致の議決を得なければならないと規定されていた。